# Flecha en la rodilla
«Yo solía ser un aventurero como tú. Pero un día me hirieron en la rodilla con una flecha...», también conocido de forma simplificada como «flecha en la rodilla», es un meme de internet que se originó en The Elder Scrolls V: Skyrim, un videojuego de rol de acción desarrollado por Bethesda Game Studios y publicado por Bethesda Softworks en 2011. Se trata originalmente de una línea de diálogo generada de forma procedural y concebida por el diseñador Emil Pagliarulo, que utilizan los personajes no jugador (PNJ) que actúan como guardias. La frase se volvió inesperadamente popular entre los jugadores de Skyrim; desde entonces y junto a sus variaciones ha encontrado referencias populares fuera del contexto original del juego, así como en medios no relacionados con la franquicia The Elder Scrolls.

## Origen
Desde Bethesda Game Studios decidieron al final del desarrollo de The Elder Scrolls V: Skyrim que querían que los PNJ que desempeñaban el papel de guardias proyectaran personalidades más sustanciales, ya que personajes similares en otros videojuegos simplemente gruñirían a los jugadores o dictarían instrucciones. Como parte de la misión principal de la entrega, es probable que los jugadores visiten la ciudad de Carrera Blanca al principio de su partida debido a su proximidad con el punto de inicio del juego, donde es probable que interactúen con los guardias locales que patrullan el área. Según el desarrollador jefe del Skyrim, Todd Howard, Emil Pagliarulo tenía que escribir un diálogo que hiciera que los guardias reflejaran sus observaciones al personaje del jugador y reforzara su importancia como el último «Sangre de Dragón» o «Dovahkiin» dentro del mundo de Skyrim. Howard asignó a Pagliarulo la tarea debido a su aptitud para escribir frases memorables.
Como parte del proceso creativo, Pagliarulo escribió líneas de diálogo donde los guardias PNJ felicitaban al personaje del jugador, comentaban sobre las actividades actuales del usuario o recordaban sus propias vidas. Para una de estas líneas, el guardia le diría al avatar del jugador: «Yo solía ser un aventurero como tú. Pero un día me hirieron en la rodilla con una flecha...». Fue un intento de Pagliarulo de darles a los guardias «sabor y personalidad», y que la idea de un «policía de fantasía desgastado» que está semirretirado le pareció una «oportunidad divertida» a Pagliarulo para relatar algo creíble.
Según el director de audio de Skyrim, Mark Lampert, los diálogos de los guardias PNJ se generan de forma procedural, aunque también sufren ajustes en respuesta a las actividades del jugador. Debido a su naturaleza aleatoria, los desarrolladores originalmente planearon que el jugador pudiera escuchar la línea en contadas ocasiones, si es que alguna vez la escucha. Como es probable que la mayoría de usuarios hayan visitado al menos una mazmorra específica antes de su llegada a Carrera Blanca, el personaje principal tendrá un «marcador de aventura». Los PNJ de la guardia de Carrera Blanca que pasan junto al jugador con esta marca están programados para responder reconociendo el estado del jugador como aventurero, aunque también es probable que repitan la misma frase durante un encuentro posterior con el jugador debido a la naturaleza impredecible de su inteligencia artificial.

## Difusión
La frase se hizo inesperadamente popular tras el lanzamiento mundial de Skyrim el 11 de noviembre de 2011. Se citó con frecuencia en numerosos foros y blogs de internet, ya sea como un eslogan o como una plantilla en forma de «Yo solía X, pero luego recibí una flecha en la rodilla» por jugadores que se divirtieron con la línea de diálogo y la actuación de voz del guardia PNJ. Algunos fanáticos notaron con humor que los guardias pronunciaban la línea antes de quejarse de que se les asignara tareas de guardia en lugar de luchar contra dragones, a pesar de su declaración anterior que indicaba que no eran aptos para las líneas del frente. Se crearon y compartieron numerosas macros de imágenes y parodias en vídeo de la frase, a veces en forma modificada, como parte de un fenómeno viral. En febrero de 2012, Stephen Totilo de Kotaku describió la frase como el «gran boom de los videojuegos de 2011», y la línea más repetida de Skyrim.
La notoriedad de la frase como meme generó numerosas obras hechas por fans, como camisetas, tatuajes, y un fangame sin licencia. También se ha hecho referencia a él en el mod Enderal de Skyrim, además de otras producciones profesionales independientes de la franquicia The Elder Scrolls y de los propietarios de su propiedad intelectual. Se convirtió en un gag en el vídeo musical del sencillo de 2012 del dúo musical LMFAO, «Sorry for Party Rocking». Formó parte de una broma en «Playing with Fire», el episodio 22 de la novena temporada del drama policial estadounidense NCIS, que se emitió en mayo de 2012. Videojuegos como el título de 2013 Crysis 3 hacen referencia al meme con uno de sus logros en el juego. La frase ha sido atribuida erróneamente como jerga para referirse al matrimonio.

## Reacción
Una leyenda urbana en internet que circuló a través de sitios web como Know Your Meme alegaba que la frase estaba inspirada en el libro de Patrick Rothfuss El nombre del viento, afirmación que Pagliarulo negó. En julio de 2012, Bethesda ofreció a la venta un aspecto para Xbox Avatars, que presenta un modelo de personaje que tiene una de sus rodillas empalada con una flecha, como reconocimiento a la popularidad del meme. En un artículo retrospectivo publicado por GamesRadar sobre los orígenes del meme, Lampert señaló que los videojuegos desarrollados y publicados por Bethesda a menudo tienen memes que se vuelven involuntariamente populares entre los jugadores debido al gran tamaño de sus títulos y a las posibilidades de la jugabilidad emergente. En opinión de Lampert, la gran popularidad del meme fue una «tormenta perfecta» por el acento y el comportamiento melancólico del guardia, así como la aparente prevalencia de la línea en los primeros minutos de las partidas de Skyrim, como se muestra en los vídeos «Let's Play» subidos a internet poco después del lanzamiento del juego en noviembre de 2011. Varios medios notan la popularidad duradera de la frase una década después del lanzamiento inicial de Skyrim.
No todas las reacciones al meme han sido positivas, y algunos sectores expresaron molestia por la prevalencia y popularidad de la frase. Jon Partridge de Red Bull consideró la frase completa como una de las peores líneas de videojuegos de todos los tiempos, y que es indicativa del «guion ridículo» del juego.